# Helsingfors Dagblad
Helsingfors Dagblad var en svenskspråkig finländsk dagstidning som utkom 1861–1889. Den aktivt liberala tidningen utgavs i Helsingfors, till en början sex dagar i veckan. Från och med 1871 utgavs den, som första tidning i Norden, sju dagar i veckan. Vid 1870-talets mitt var tidningen Finlands största, med en upplaga på över 3000 ex. 
Helsingfors Dagblad utvecklade sig till Finlands första efter moderna principer redigerade pressorgan som lade särskild vikt vid nyhetsförmedlingen. Den hade stor betydelse för spridningen av liberala politiska och ekonomiska idéer och var huvudspråkrör för "De blodlösa", som ville tona ner konflikten i språkfrågan i Finland. 1880 publicerade tidningen Liberala partiets partiprogram, det första partiprogrammet i landets historia, i syfte att slå en brygga mellan fennomanska och svekomanska grupper. Helsingfors Dagblad publicerade även det första offentliga yrkandet på kvinnlig rösträtt i Finland ("Politisk rösträtt åt qvinnan!", 9/3 1884, av tidningens kulturredaktör Rafael Hertzberg).
Helsingfors Dagblad grundades av Leo Mechelin, Carl Gustaf Estlander, Theodor Sederholm och Otto Reinhold Frenckell (ansvarig utgivare 1862–63), tillsammans med Edvard Bergh, som var chefredaktör 1862–65, och som efterföljdes av Robert Lagerborg 1865–82, Robert Castrén 1882–83, Anders Herman Chydenius 1883–87 och Gustaf Lönnbeck 1888–89.